# قلعه عبدالرضا
قلعه عبدالرضا، روستایی از توابع بخش مرکزی شهرستان الیگودرز در استان لرستان ایران است. 

## جمعیت
این روستا در دهستان بربرود شرقی قرار دارد و براساس سرشماری مرکز آمار ایران در سال ۱۳۸۵، جمعیت آن ۹۰ نفر (۱۸خانوار) بوده‌است.